# Frode Olsen
Frode Olsen (n. Stavanger, Noruega; 12 de octubre de 1967) fue un futbolista noruego que se desempeñaba como guardameta.

## Clubes
| Club            | País    | Año         |
| --------------- | ------- | ----------- |
| Rosenborg BK    | Noruega | 1990        |
| Strømsgodset IF | Noruega | 1991        |
| IK Start        | Noruega | 1992 - 1997 |
| Stabæk IF       | Noruega | 1997 - 2000 |
| Sevilla FC      | España  | 2000 - 2002 |
| Viking FK       | Noruega | 2002 - 2004 |
| Bryne FK        | Noruega | 2004 - 2006 |

## Anécdotas
Cuando estaba en el Sevilla FC llamó a su amigo Martin Andresen para que apostara por la derrota del equipo blanquirrojo en el partido que los enfrentarían contra el Real Oviedo pues así perjudicarían al otro equipo de la ciudad, el Real Betis.El equipo blanquirrojo perdió ese encuentro por 2-3 con su propia hinchada animando al equipo visitante.